# Kehre (Eisenbahn)

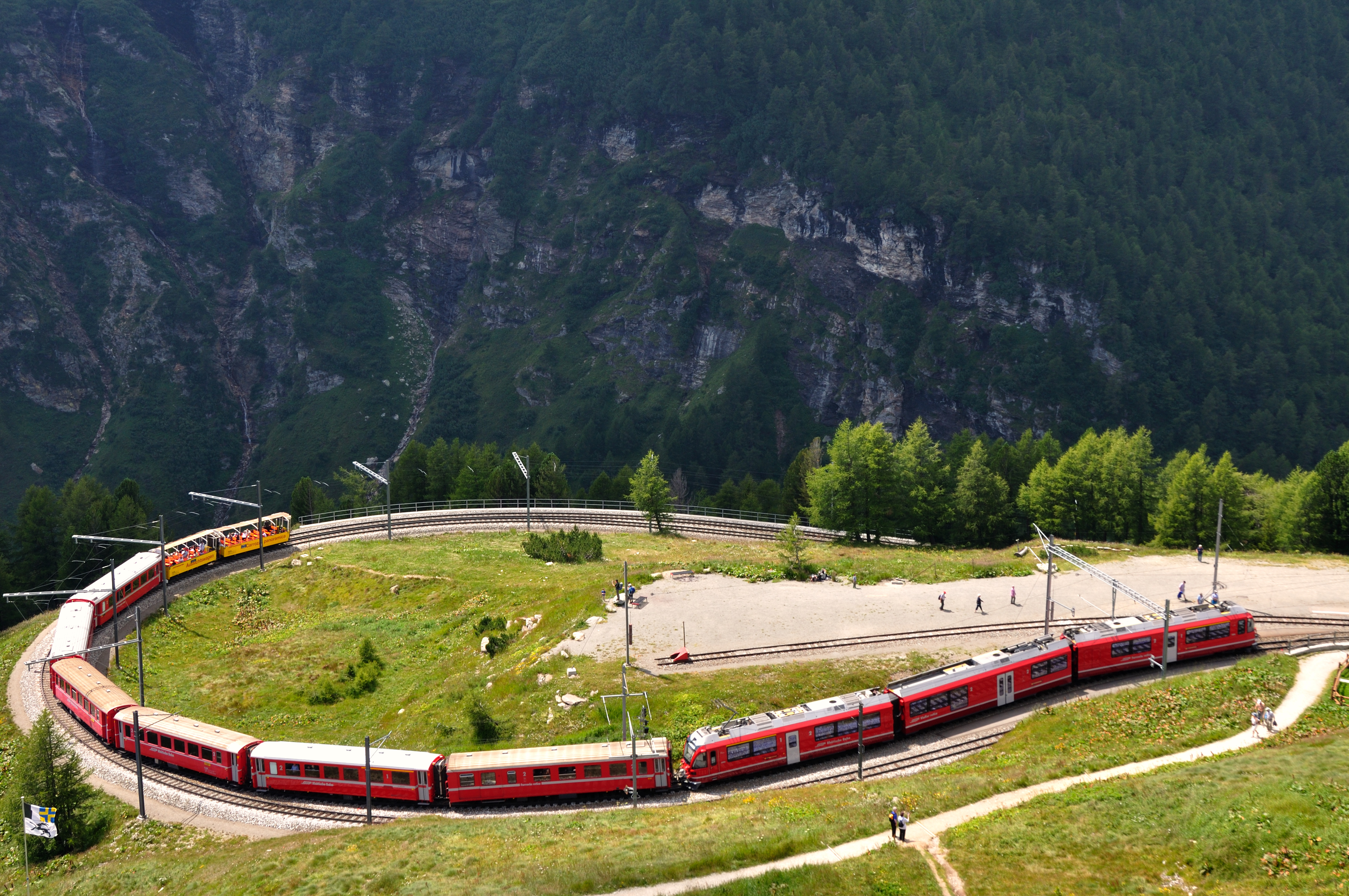
Kehre der Berninabahn bei Alp Grüm

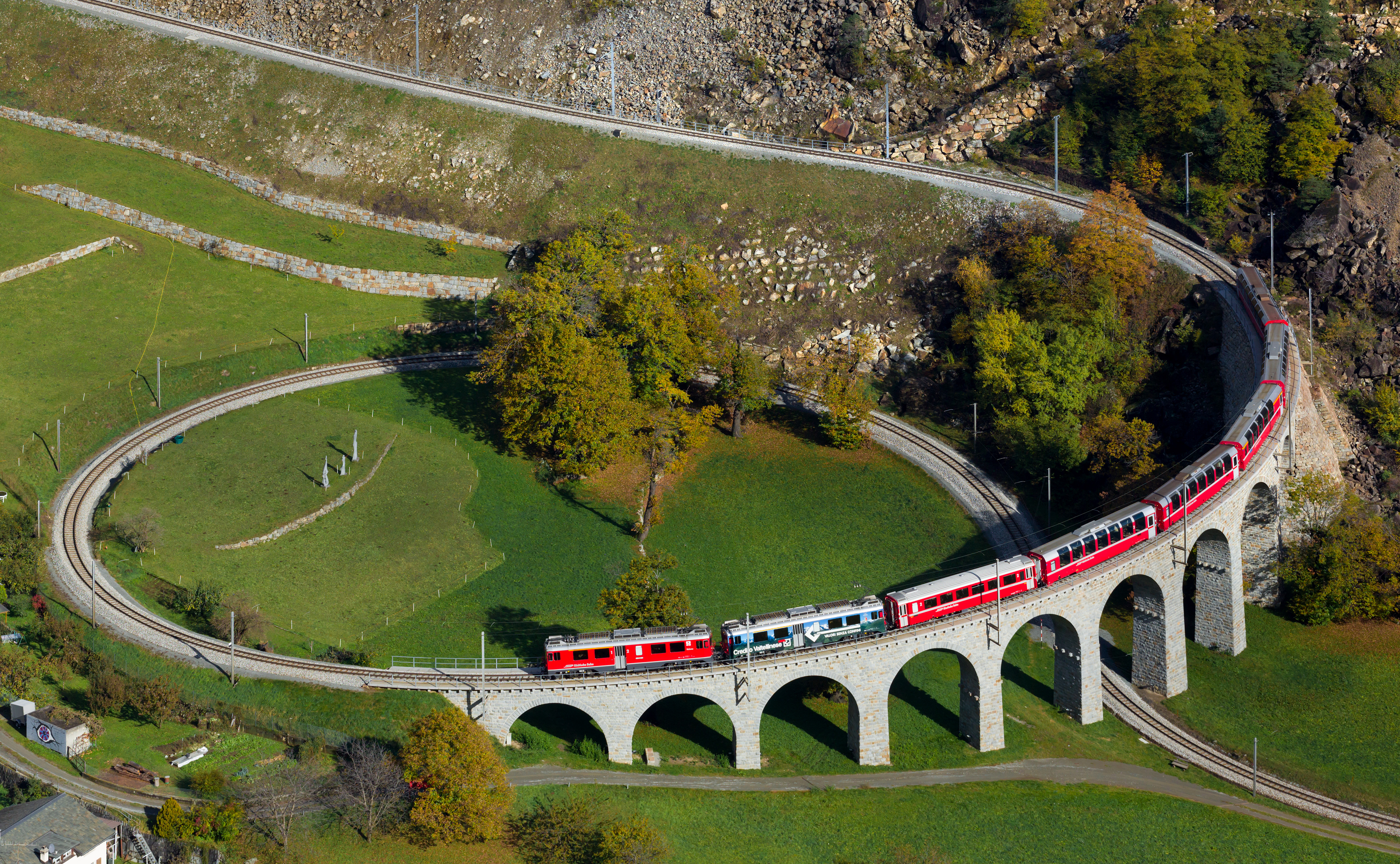
Kreisviadukt von Brusio der Berninabahn

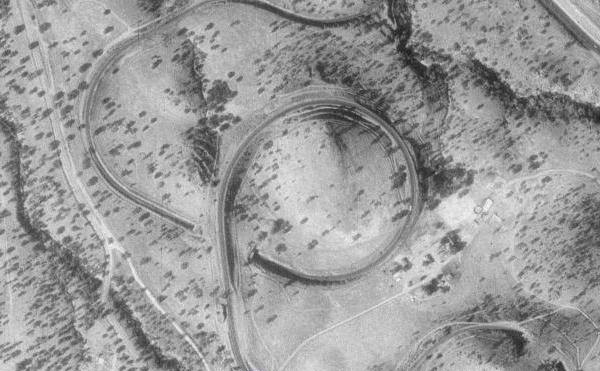
Tehachapi Loop in Kalifornien

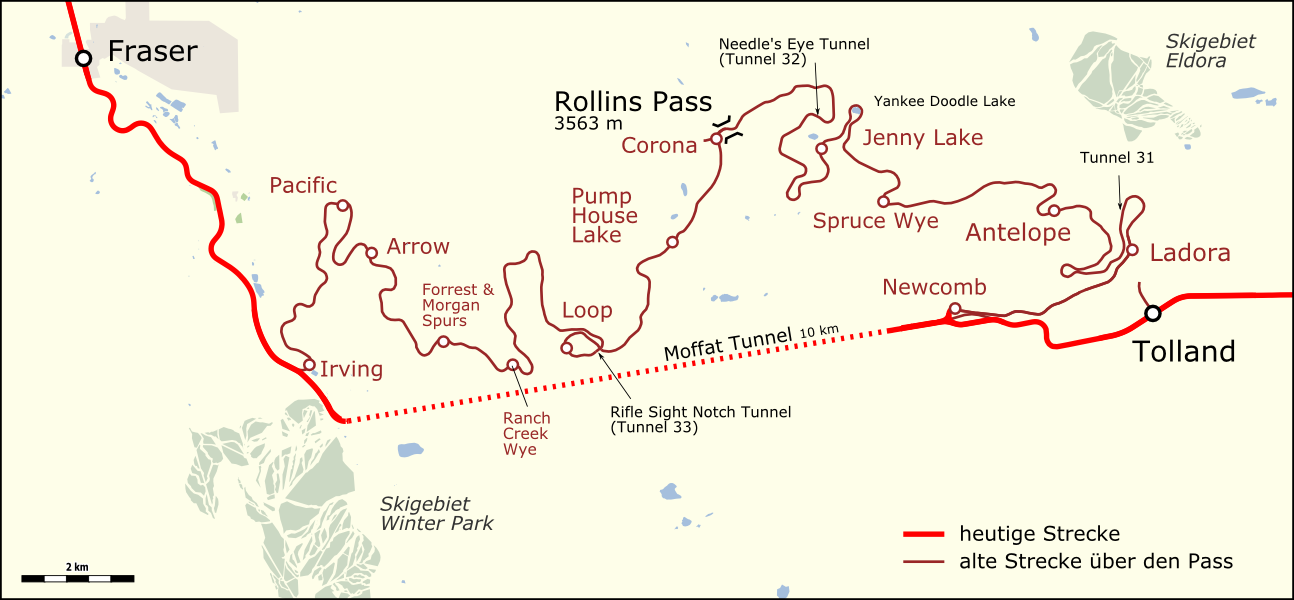
Kehrschleifen an der alten Streckenführung der Moffat-Route über den Rollins Pass in Colorado

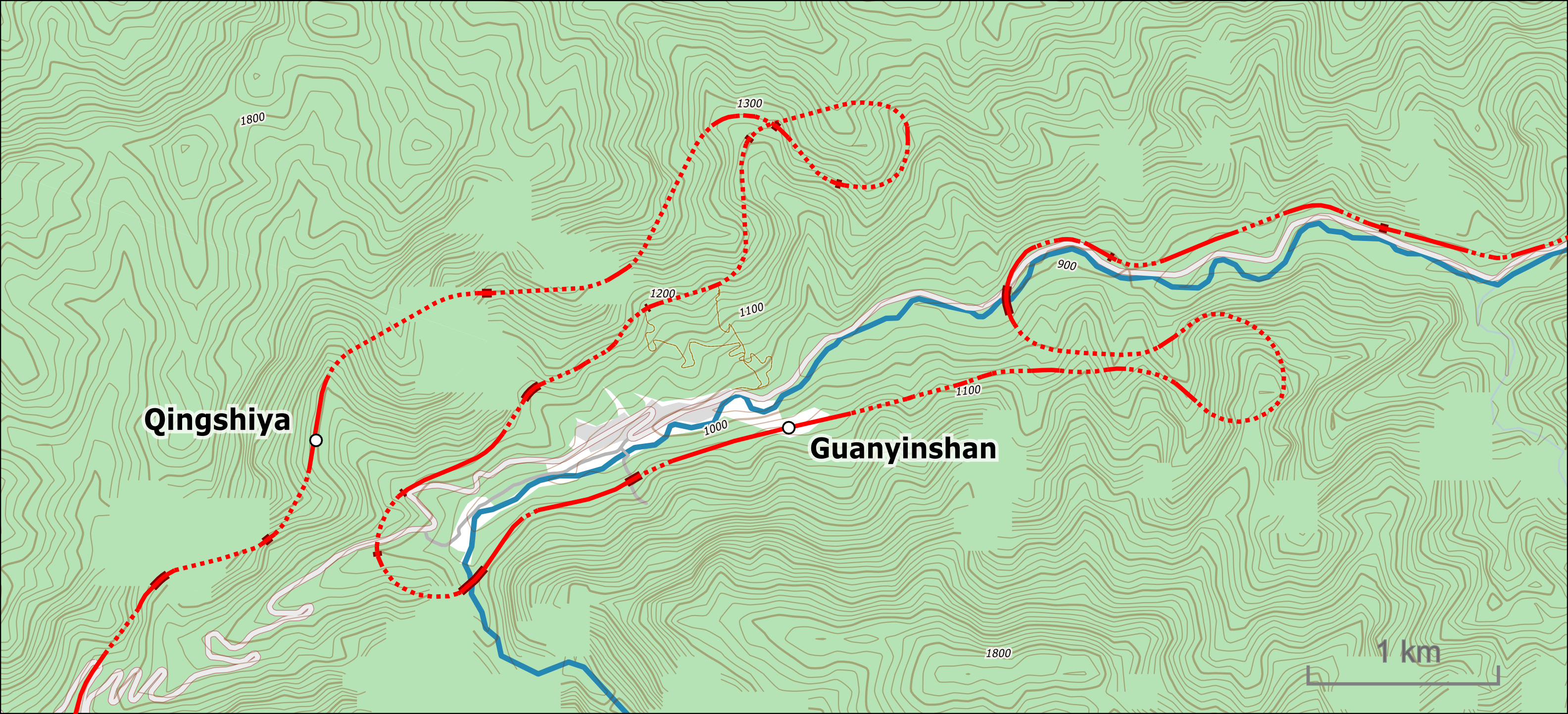
Guanyinshan-Schleifen der Bahnstrecke Baoji–Chengdu in China.

Schleifen beim Goteik-Viadukt in Myanmar

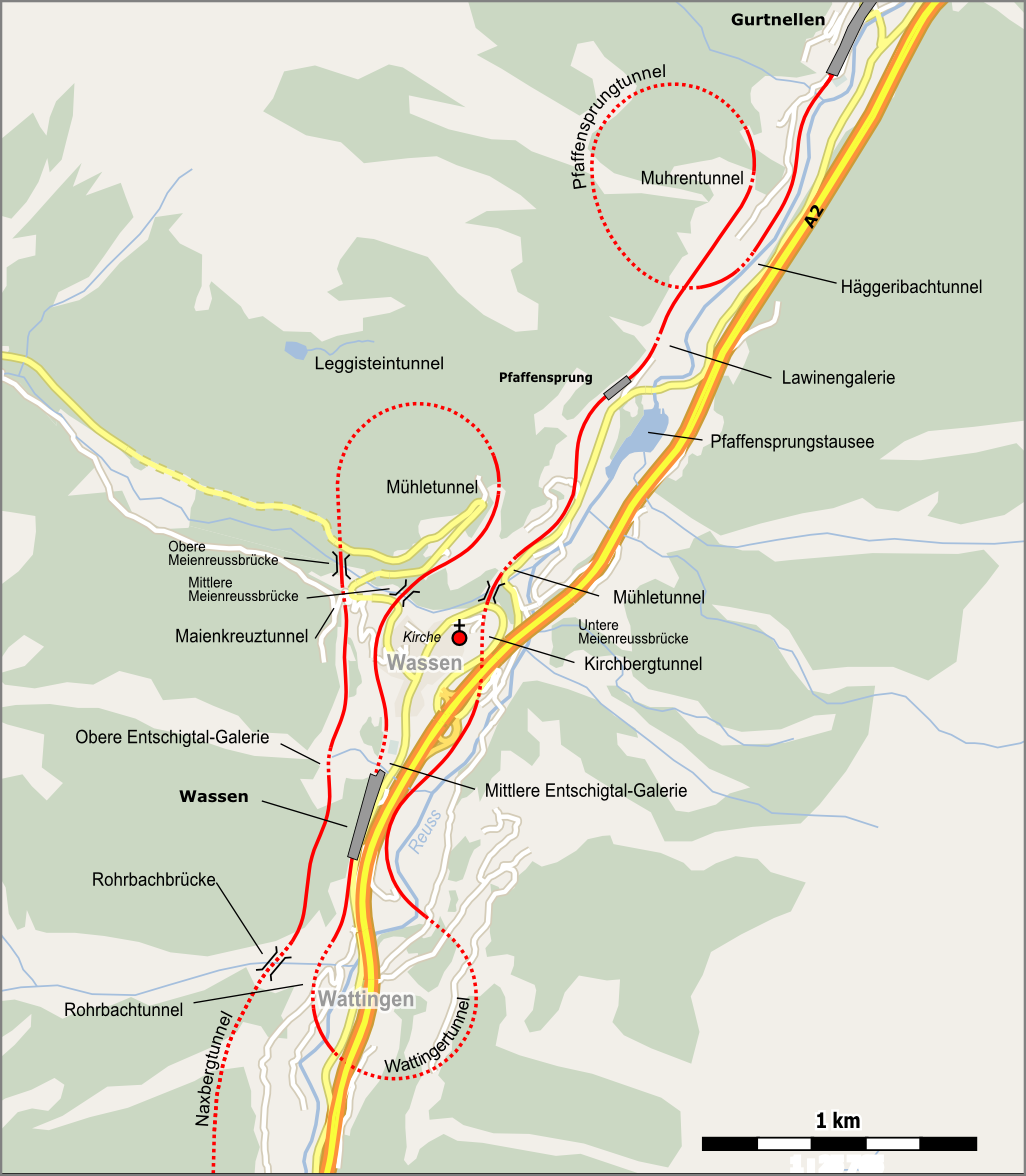
Pfaffensprung-Spiraltunnel und Doppelschleife mit Kehrtunneln bei Wassen auf der Nordrampe der Gotthardbahn in der Schweiz

Kehren sind Bestandteile einer Eisenbahnverbindung und dienen zum Auf- oder Abstieg der Strecke, in der Regel im Mittel- und Hochgebirge. Kehren können oberirdisch als Kehrviadukt oder unterirdisch als Kehrtunnel angelegt sein. Von Kreiskehren wird gesprochen, wenn die Streckenführung sich um mindestens 360° ändert und dabei die Strecke sich selbst kreuzt. Kreiskehrtunnel wurden häufiger gebaut als Kreiskehrviadukte.

## Liste von Kehren
- Deutschland
  - Baden-Württemberg
    - badische Schwarzwaldbahn
    - württembergische Schwarzwaldbahn
    - Wieslauftalbahn (Abschnitt Rudersberg – Welzheim)
    - Wutachtalbahn

  - Bayern
    - Plattling–Bayerisch Eisenstein, bei Grafling (Doppelschleife)

  - Nordrhein-Westfalen
    - Bahnstrecke Kreuztal–Cölbe im Abschnitt Hilchenbach–Feudingen
    - Twistetalbahn bei Warburg
    - Bahnstrecke Letmathe–Fröndenberg im Abschnitt Hemer–Iserlohn
    - Kleinbahn Haspe–Voerde–Breckerfeld
    - Samba, ehemalige Strecke in Wuppertal und Aufstieg zur Kohlenbahn bei Wuppertal-Wichlinghausen sowie nahe Korkenziehertrasse

  - Sachsen
    - Annaberg-Buchholz–Schwarzenberg, bei Markersbach. Wird als Erzgebirgische Aussichtsbahn beworben.[1]
    - Heidenau–Kurort Altenberg, bei Geising (mit Kehrtunnel)

  - Sachsen-Anhalt
    - Brockenbahn

  - Schleswig-Holstein
    - Rendsburger Schleife, überwindet den Höhenunterschied zwischen der Rendsburger Hochbrücke und dem Rendsburger Bahnhof

  - Thüringen
    - Kanonenbahn, Kehrviadukt über die Frieda bei Lengenfeld unterm Stein
    - Zeulenroda unt Bf–oberer Bahnhof
    - Ohratalbahn bei Gräfenroda

- Österreich
  - Brennerbahn
  - Semmeringbahn
  - Mariazellerbahn

- Schweizer Alpen
  - Albulabahn
  - Arosabahn, zwei Kehren zwischen Litzirüti und Arosa
  - Berninabahn, bei Brusio (siehe Kreisviadukt von Brusio)
  - Gotthardbahn, zwei Kehren und ein Kreiskehrtunnel auf der Nordrampe, drei Kreiskehrtunnel auf der Südrampe
  - Lötschberg-Nordrampe Frutigen–Kandersteg
  - Strecke Aigle–Sépey–Diablerets der TPC bei Verchiez
  - Strecke Bex–Villars–Bretaye der TPC bei Gryon-Chalméry
  - bis 2018 Ruckhaldenkurve der Strecke St. Gallen–Appenzell der Appenzeller Bahnen

- Schweizer Jura
  - Strecke Bière–Apples–Morges der Transports de la région Morges–Bière–Cossonay (MBC) bei Yens
  - Strecke Saignelégier–Glovelier der Chemins de fer du Jura (CJ) bei Combe-Tabeillon
  - Strecke Yverdon–Ste-Croix der Travys bei Six-Fontaines

- Frankreich
  - Jura: Bahnstrecke Andelot-en-Montagne – La Cluse (Schwalbenlinie), zwischen Morbier und Morez
  - Korsika

- Frankreich und Spanien: Pyrenäen und Kantabrisches Gebirge
  - Bahnstrecke Carcassonne–Rivesaltes, um Axat herum
  - Ligne de Cerdagne
  - Östliche Pyrenäenquerung Toulouse–Latour-de-Carol - Enveitg–Barcelona: Kreiskehrtunnel von Saillens (Frankreich) und Cargol (Spanien)
  - Westliche Pyrenäenquerung Pau–Canfranc–Zaragoza: Kreiskehrtunnel von Sayerce (Frankreich, Wiedereröffnung geplant) und zwei Kehren mit Tunneln bei Castiello de Jaca (Spanien)
  - Bahnstrecke León–Gijón, Pajares-Rampe – in Betrieb bis Mai 2023
  - Bahnstrecke Palencia–Santander, Bárcena-Rampe – zwei Doppelschleifen

- Italien
  - Grödner Bahn
  - Tendabahn
  - Ferrovie della Sardegna
  - Vinschgaubahn

- Polen
  - Jelenia Góra–Kořenov, bei Piechowice

- Tschechien
  - Karlovy Vary–Johanngeorgenstadt, bei Nové Hamry (mit Kehrtunnel)
  - Hanušovice–Głuchołazy, bei Horní Lipová
  - Krásný Jez–Nové Sedlo u Lokte, bei Horní Slavkov
  - Strakonice–Volary, bei Zátoň

- übriges Europa
  - Bodoma–Feres, Griechenland
  - Bahnstrecke Margecany–Červená Skala, Slowakei
  - Šarganska osmica, Šarganer Acht in Serbien
  - Bosnische Ostbahn zwischen Prača und dem Jahorina-Tunnel
  - Antivaribahn, Montenegro
  - Bahnstrecke Sarajevo–Ploče bei Konjic und bei Raštelica in Bosnien und Herzegowina
  - Ffestiniog Railway, Wales

- Afrika
  - Südafrika
    - Natal Main Line
      - zwei Kehren oberhalb von Pietermaritzburg
      - zwei Kehren auf der Südseite des Van Rennen’s Pass an der Zweigstrecke nach Harrismith
- Amerika
  - USA
    - Kalifornien
      - Tehachapi Loop
      - Williams Loop

    - Colorado
      - Moffat-Route: mehrere Kehren (u. a. Big Ten Curve) auf der alten Strecke über den Rollins Pass
      - Georgetown Loop Railroad

    - Pennsylvanien
      - Horseshoe Curve

  - Argentinien
    - Tren a las Nubes
- Asien
  - China
    - Bahnstrecke Baoji–Chengdu – Guanyinshan-Schleifen: drei Schleifen und eine Kreiskehrtunnel

  - Indien
    - Darjeeling Himalayan Railway hat drei Schleifen, aber auch Spitzkehren. Bei einer Kombination aus Kehre und Kreiskehre ändert die Richtung der Strecke um 540°.

  - Myanmar
    - Bahnstrecke Mandalay–Lashio hat fünf Kehren beim Goteik-Viadukt

  - Sri Lanka
    - Bahnstrecke Colombo–Badulla: Offene Kreiskehre beim Bahnhof Demodara

  - Syrien
    - Bahnstrecke Haifa–Darʿā: langgezogene Kehre mit drei Tunnels und zwei Brücken im Tal des Nahr al-ʿAlak (نهر العلك)
- Australien / Ozeanien
  - Neuseeland
    - Raurimu-Spirale, North Island Main Trunk Railway
    - Driving Creek Railway – mehrere Kehren, teils unter Nutzung von Brückenkonstruktionen